# John Murphy (Musikethnologe)
John Patrick Murphy (* 25. Oktober 1961 in Baltimore; † 8. März 2022 in Denton (Texas)) war ein US-amerikanischer Jazzmusiker (Saxophon), Hochschullehrer und Musikethnologe, der die Abteilung für Jazzstudien an der University of North Texas leitete und brasilianische traditionelle und populäre Musik erforschte.

## Leben und Wirken
Murphy wuchs in Catonsville, Maryland als Sohn eines Gerichtsstenographen und einer Krankenschwester auf; zum Jazz kam er, als er  im Famous Ballroom in Baltimore Jazzgrößen wie Dexter Gordon, Art Blakey und Freddie Hubbard erleben konnte. Nach dem Besuch öffentlicher Schulen in Baltimore County studierte er zunächst Jazzmusik an der Johns Hopkins University und an der University of North Texas, bevor er seine Studien (Master und Promotion) an der Columbia University mit Schwerpunkt auf kubanische und brasilianische Musik fortsetzte. 2006 veröffentlichte er seine Dissertation Music in Brazil: Experiencing Music, Expressing Culture als Teil der Global Music Series der Oxford University Press, die 2008 auch in portugiesischer Übersetzung in Brasilien veröffentlicht wurde. Darüber hinaus war er Autor zahlreicher Artikel und Rezensionen.
Nach seiner Promotion, während der in Mardela Springs, Maryland, bei der Familie seiner Frau gelebt hatte, wurde Murphy Professor an der Western Illinois University und verbrachte mit seiner Familie acht Jahre in Macomb, Illinois. Die letzten elf Jahre seiner Karriere war er als Leiter der Abteilung für Jazzstudien an der University of North Texas tätig; in diesem Rahmen entwarf er die Ausbildung im Jazz-Bereich für das Doktorandenstudium (Musical Arts in Performance) der Hochschule. Als Musiker wirkte er bei Aufnahmen des Trompeters  Dave Love, der One O'clock Lab Band der University of North Texas (Lab '85, u. a. mit Jim Rotondi und Jon Ballantyne) und zuletzt mit dem Gitarristen Kevin Brunkhorst (Otherwise, 2026). Murphy starb im März 2022 an den Folgen einer Nierenkrebs-Erkrankung.